# Людвіг Мінкус
Лю́двіг Мінкус (нім. Ludwig Minkus, повне ім'я Алоізій Людвіг Мінкус, у деяких джерелах також Леон Федорович Мінкус; 23 березня 1826, Відень — 7 грудня 1917, Відень) — австрійський композитор, скрипаль і диригент чеського походження, який довгі роки жив і працював у Росії.

## Біографія
Навчався у Відні, з 1846 р. жив і виступав як скрипаль у Парижі, а на початку 1850-х років переїхав до Росії. Був капельмейстером оркестру кріпацького театру князя Юсупова (1853—1856), протягом деякого часу виступав як соліст, давав приватні уроки гри на скрипці. В 1862–1872 роках — концертмейстер оркестру Большого театру (не раз вставав за диригентський пульт) та інспектор балетної музики московських театрів. Після відкриття Московської консерваторії був запрошений до неї професором за класом скрипки. В російський період своєї кар'єри продовжував виступати як скрипаль — зокрема, грав другу скрипку при прем'єрному виконанні Струнного квартету № 1 П. І. Чайковського (Москва, 28 березня 1871).
Як композитор балетної музики Мінкус дебютував у Росії в 1862 році, написавши на замовлення балетмейстера Артюра Сен-Леона антракт для відновленого в Большому театрі балету Адольфа Адана і Жана Кораллі «Орфа» (в деяких джерелах стверджується, що Мінкус ще в 1846 р. був співавтором Едуара Дельдеве з балету «Пахіта», але це неточність: насправді він лише в 1881 році написав кілька додаткових номерів для російської постановки цього балету). Задоволений Сен-Леон замовив у Мінкуса повний балет, і Мінкус написав «Полум'я любові, або Саламандра», поставлену 12 (24) листопада 1863 року в московському Большому театрі, потім 13 (25) лютого 1864 р. в петербурзькому Великому театрі (під назвою «Фіаметта, або Торжество любові») і нарешті 11 липня 1864 р. в Парижі під назвою «Німіючи» (фр. Neméa). Потім для нової паризької постановки Сен-Леона Мінкус написав балет «Струмок» (фр. La Source) спільно з Лео Делібом (перший акт і половина третього — Мінкус, другий і інша половина третього — Деліб); балет був поставлений 12 листопада 1866. Нарешті, в 1869 р. Мінкус написав для іншого хореографа, Маріуса Петіпа, балет «Дон Кіхот» за Сервантесом, і ця робота виявилася дуже успішною. Через рік Мінкус отримав місце першого композитора балетної музики при дирекції Імператорських театрів. У співавторстві з Петіпа Мінкус створив 16 балетів, з яких найбільшу популярність здобула «Баядерка» (1877).
У 1890 році Мінкус повернувся до Австрії, де і прожив решту життя.
Основні твори (вказуються тільки самостійно написані партитури): «Дон-Кіхот», «Золота рибка», «Фіаметта», «Баядерка», «Чарівні пілюлі», «Камарго», «Калькабрино», «Фетіда і Пелей».
Найвідоміші вставні номери в балетах інших композиторів: Варіація Жизелі (варіація з волчками) в балеті А. Адана «Жизель», Дитячий полонез і мазурка, Grand pas і фрагменти Pas de trois в балеті А. Дельдевеза «Пахіта».
Музика Л. Ф. Мінкуса також була використана в балеті «Корсар» (возобновление 1899 р.) — Варіація Медори в сцені «Оживленный сад» (музика з балету «Пригоди Пелея»)
Мінкус добре відчував специфіку балетного театру, був справжнім професіоналом. Його балети, наповнені життєрадісною, мелодійною, ритмічною музикою, досі входять в репертуар найкращих театрів Росії та світу.